# 喬氏平鮋
喬氏平鮋，為輻鰭魚綱鮋形目鮋亞目平鮋科的其中一種，為亞熱帶海水魚，分布於東太平洋加拿大卑詩省溫哥華島至墨西哥下加利福尼亞北部海域，棲息深度0-350公尺，體長可達32公分，棲息在底層水域，以浮游生物為食，幼魚具漂浮性，卵胎生，生活習性不明，可做為遊釣魚。